# 國際調查記者同盟
国际调查记者同盟（英語：International Consortium of Investigative Journalists, ICIJ）是美国的公共诚信中心为拓展国际调查报道在1997年成立的。ICIJ背靠公共诚信中心，结合数据新闻、公开资料和法律等专家意见，与全球记者分享最新资源和前沿报道技巧。 ICIJ的成员包括160名记者，遍佈全球60多个国家，协作进行深度调查报道。ICIJ调查报道团队由世界各地记者组成， 每个项目成员3至20名 。本土记者和他国记者和ICIJ华盛顿特区总部的同仁合作，秉持公正、精确的标准，做出有影响力的多媒体新闻报道。

## 合作對象
ICIJ與世界頂尖的新聞機構合作，發表調查成果,  報導被翻譯成多國語言，合作的伙伴包含和英国广播公司 、加拿大廣播公司、澳大利亚廣播公司、法国《世界報》、西班牙《国家报》、荷蘭《忠誠報》、巴西《聖保羅頁報》、比利時《大晚報》、俄羅斯《新報》、臺灣《天下雜誌》、香港《明報》、《南華早報》、立場新聞、德國《南德意志报》和北德广播公司、英國《衛報》、《星期日泰晤士報》 、美國《纽约时报》等世界各地知名媒体。
這些獨特的合作多次獲獎，包括喬治波克新聞獎、海外新聞協會獎(Overseas Press Club Award),和編輯與出版協會獎(Editor and Publisher Award)等。

## 奖项
ICIJ设有一年两次的旨在奖励杰出的国际调查报告的丹尼尔·珀尔奖。

## 成果
ICIJ的運作方式是以少則三人、多則100人的調查團隊傳遞資料到華盛頓總部，並由總部人員編輯及發布新聞。ICIJ記者團隊成果輝煌，包括揭露了2000年多國菸草公司參與由犯罪集團組織策劃的煙草走私及逃漏稅案；調查操控私人軍火集團市場的石棉公司、氣候變遷議題背後的說客運作；公佈美伊戰爭合約的細節和內幕，以及公佈天堂文件、巴拿馬文件。
2019年11月ICIJ联合来自全球14个国家的共17家媒体，揭露了由流亡維吾爾族人洩漏出的中國政府機密文件，此份文件被稱為中國電文
，其內容可以證明中國政府在新疆地區對維吾爾族人及信仰穆斯林的少數族群進行大規模的監督並建立职业技能教育培训中心。
2020年9月，ICIJ披露美国金融犯罪执法局的可疑活动报告文件，显示1999年至2017年间纵横全球多个金融机构逾20万起可疑金融交易，总涉及金额高达2万亿美元。文件显示，银行和美国政府拥有这方面的金融情报，但鲜有干预当中洗钱等非法行为。170多个国家的金融机构为洗钱及其他诈骗犯罪提供条件。
2021年10月，ICIJ披露1190万份文件，揭露330位政治人物（含35国元首）、130位亿万富翁及2.7万家公司的2.9万名受益人的隐匿财富、逃税及洗钱行为，是有史以来被泄数量最多的离岸金融文件，数量为巴拿马文件两倍。這批文件被稱為潘朵拉文件。